# Silverpudrad stäppblomfluga
Silverpudrad stäppblomfluga (Paragus pecchiolii) är en tvåvingeart som beskrevs av Camillo Rondani 1857. Silverpudrad stäppblomfluga ingår i släktet stäppblomflugor, och familjen blomflugor.
Artens utbredningsområde är Italien. Arten är reproducerande i Sverige. Inga underarter finns listade i Catalogue of Life.

## Bildgalleri

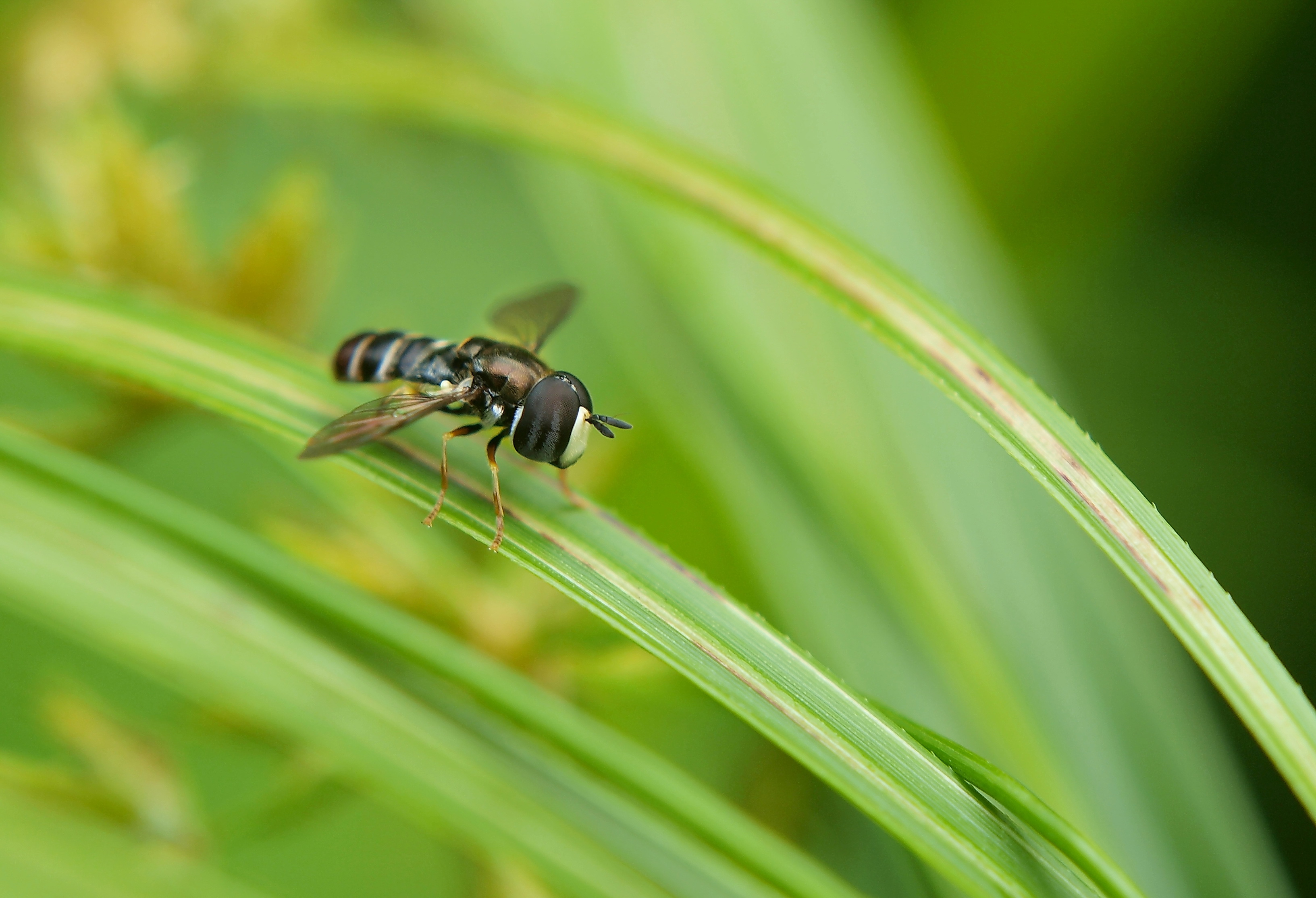